# Elliott Williams
Elliott Williams – brytyjski gitarzysta, keyboardzista, producent muzyczny i DJ, od 2012 roku członek zespołu rockowego Editors.

## Życiorys

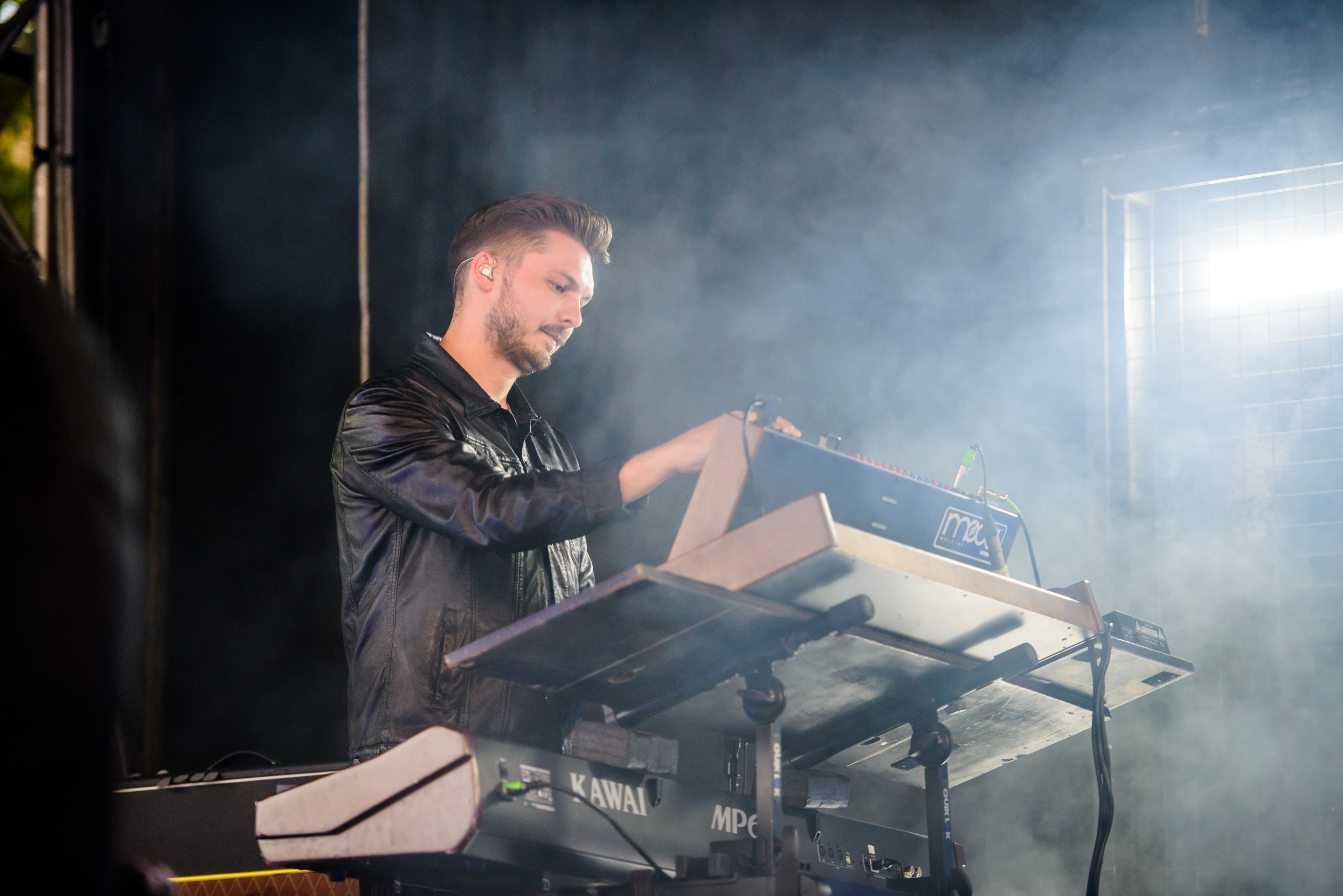
Elliott Williams na koncercie zespołu Editors podczas festiwalu Amphi 2016

Wychował się w Manchesterze. Słuchał zespołów pokroju New Order czy The Smashing Pumpkins, a następnie zainteresował się muzyką elektroniczną. Jednym z jego ulubionych grup został The Cure.
W 2002 roku dołączył do zespołu The 1975 jako wokalista, lecz już po jednej próbie go opuścił.
W 2004 roku w Manchesterze wraz z Tomem Dyballem założył zespół indierockowy Airship, którego został wokalistą, gitarzystą i keybaordzistą. 1 grudnia 2008 roku wydał z zespołem minialbum Spirit Of The Beehive w wytwórni Kensaltown Records, a w maju 2010 roku minialbum Algebra nakładem Love & Disaster. 13 września 2011 roku premierę miał ich jedyny album studyjny – Stuck in This Ocean. Wyprodukowany został przez Dana Austina i Chrisa Urbanowicza, a wydany został nakładem wytwórni PIAS. Zespół został rozwiązany w lutym 2013 roku.
W 2012 roku został wraz z Justinem Lockeyem członkiem zespołu rockowego Editors, krótko po odejściu z grupy gitarzysty grupy Chrisa Urbanowicza. Williams został keyboardzistą i gitarzystą, a także wokalistą wspierającym. Z zespołem wydał kolejne albumy studyjne: w 2013 roku The Weight of Your Love, dwa lata później In Dream, w 2018 roku Violence, a w 2022 roku EBM.
30 maja 2014 roku pod pseudonimem Y.O.U wydał minialbum Volvic E.P nakładem wytwórni PIAS.
10 lutego 2017 roku wydał wspólnie z New Jacksonem EP-kę w stylu house o nazwie Cin Cin 006. Kolejnymi jego minialbumami, które wydawał jako Elliott Lion, były: w 2018 roku Nazca EP i Ecstasy oraz w 2021 roku The Creeps EP.

## Dyskografia

### Airship
- Spirit Of The Beehive (2008)[8]
- Algebra (2010)[9]
- Stuck in This Ocean(inne języki) (2011)[11]

### Editors
- The Weight of Your Love (2013)[15]
- In Dream (2015)[16]
- Violence(inne języki) (2018)[17]
- EBM(inne języki) (2022)[18]

### Y.O.U
- Volvic E.P (2014)[13]

### Elliott Lion
- Cin Cin 006 (2017)[3]
- Nazca EP (2018)[19]
- Ecstasy (2018)[20]
- The Creeps EP (2021)[21]